# Autoportrait (Vélasquez)
Pour les articles homonymes, voir Autoportrait (homonymie).
L'Autoportrait en buste du musée des beaux-arts de Valence est une huile sur toile de Velázquez peinte vers 1640 et qui est, avec Les Ménines un des seuls autoportrait du peintre qui soit conservé. Il appartient à l'Académie royale des beaux-arts de San Carlos Valence depuis 1835 lorsqu'il fut légué par Francisco Martínez Blanch. Il se trouve actuellement en dépôt au musée avec le reste de cette collection.

## Histoire du tableau
L'autoportrait aurait été acquis à Séville en 1728 par la reine Élisabeth Farnèse qui l'aurait donné à Farinelli, mais Francisco Martínez Blanch met en doute ce parcours. Au dos de la toile est inscrit « Soy de Farinelo » : il s'agit probablement de Carlo Brioschi Farinelli qui avait pu acquérir la toile durant son séjour en Espagne entre 1737 et 1759. Après sa mort, la toile passa dans les collections du Vatican en 1788 dont elle fut sortie par les troupes napoléoniennes quelques années plus tard. L'année suivante elle fut acquise par José Martinez, consul d'Espagne à Livourne qui tenta de la vendre à Madrid. De retour en Italie, le tableau fut acquis par Francisco Martínez Blanch, consul d’Espagne à Nice, qui en 1835 le donna à l’Académie des beaux-arts de San Carlos.
La toile fut recoupée – sans qu'on puisse savoir de combien – mais son état de conservation est bon après ses dernières restaurations effectuées en 1986 dans les ateliers du musée du Prado par Rocío Dávila. Ces travaux permirent de confirmer la paternité de Vélasquez sur la toile qui avait été mise en doute par certains spécialistes à cause de la saleté qui recouvrait la toile. La toile ne présente pas de repentis mais des rectifications sur les différentes touches de lumière

## Notes historiques sur les autoportraits de Vélasquez

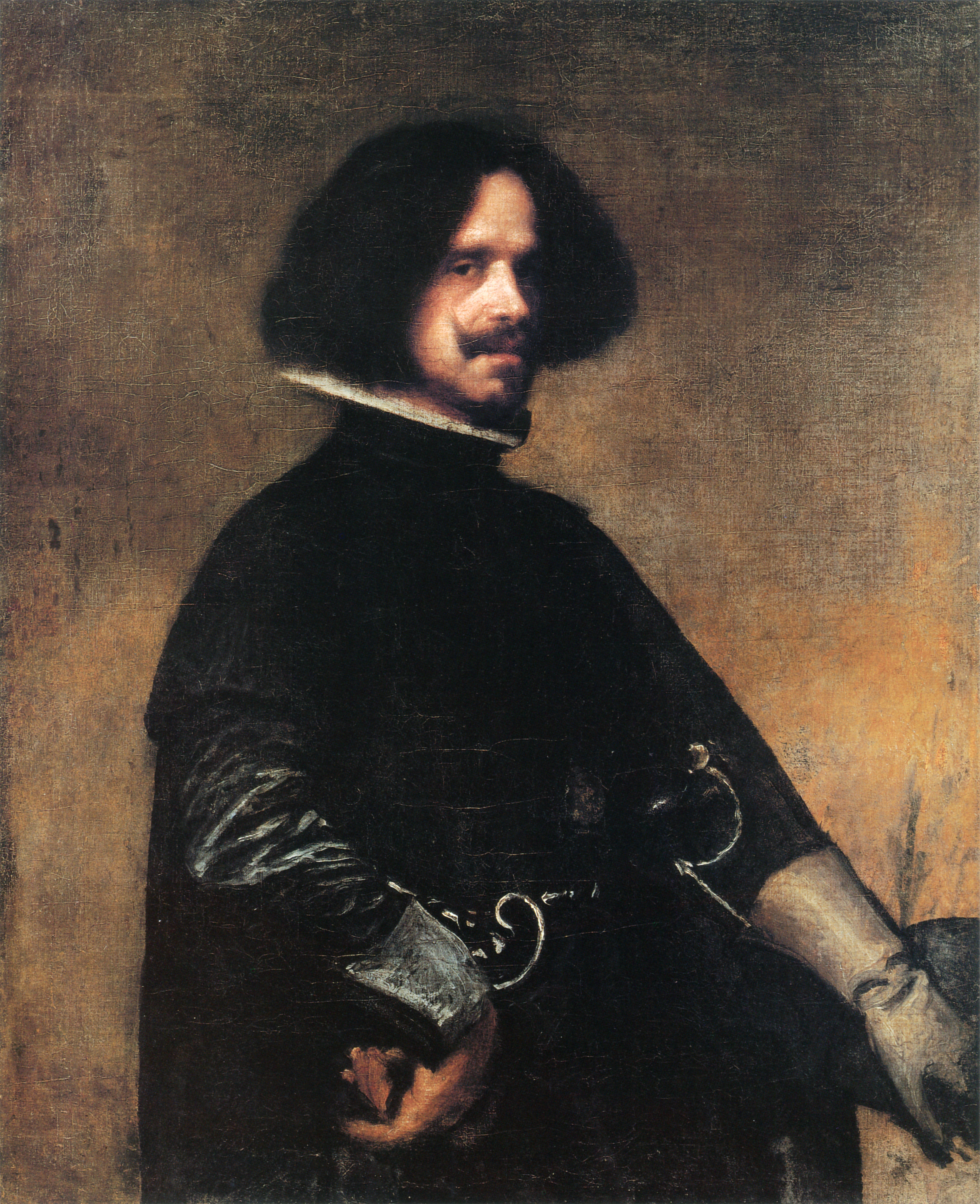
Copie de l’autoportrait de Velázquez, huile sur toile,, Florence, Galerie des offices (attribuée à Vélasquez, mais rejeté par l'ensemble de la critique).